# وارتان مامیکونیان
وارتان مامیکونیان یا واردان مامیکونیان (به ارمنی Վարդան Մամիկոնյան به لاتین Vardan Mamikonian معروف به وارتان مقدس Saint Vardan) پسر هامازاسپ مامیکونیان و نوهٔ ساهاک پارتو، در حدود ۳۸۸ تا ۳۹۱ میلادی به دنیا آمد و در ۴۵۱ میلادی در نبرد آوارایر درگذشت.

## زندگی‌نامه

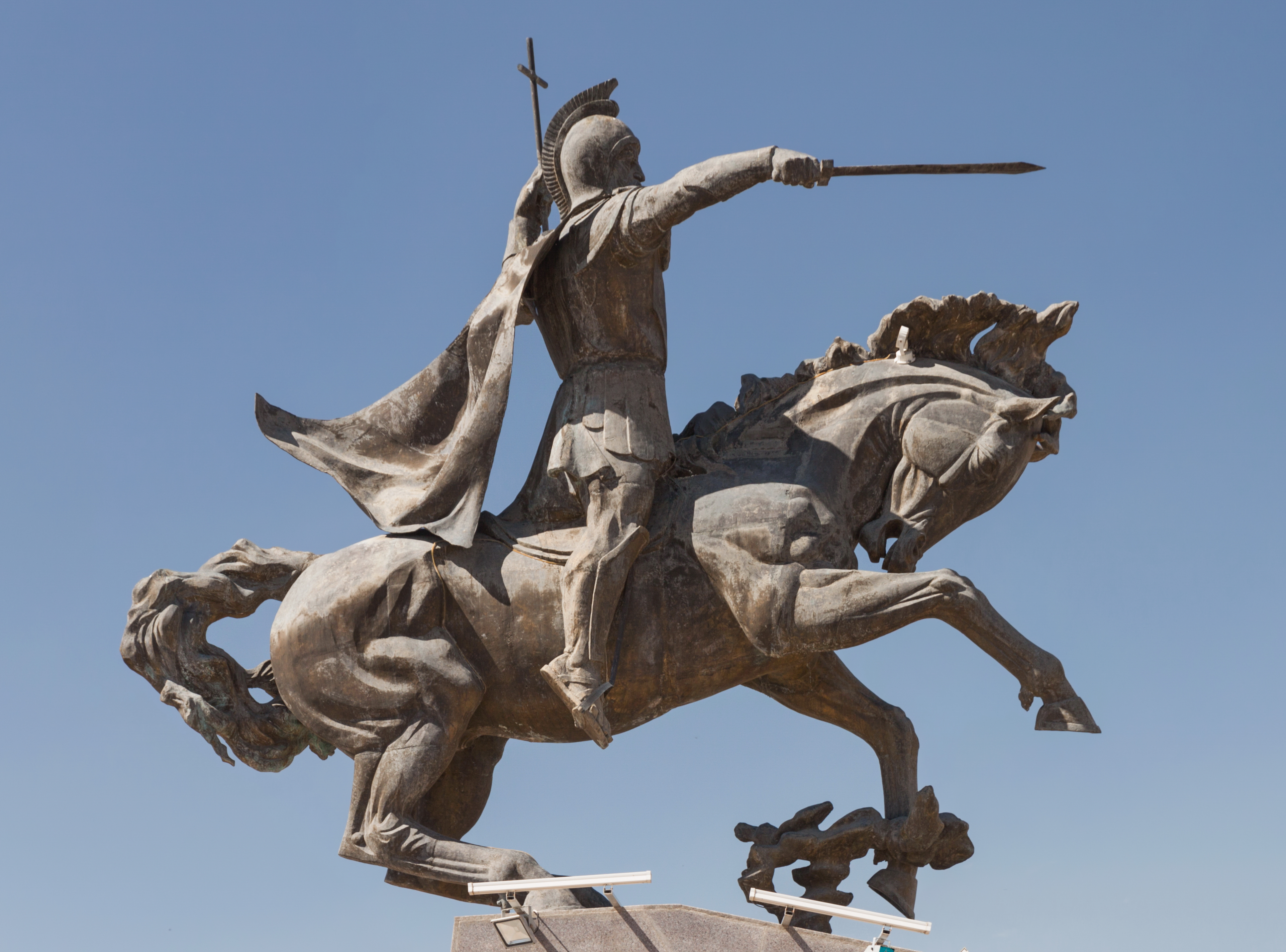
پیکرهٔ سوار بر اسب وارتان در پایتخت ارمنستان

وارتان مامیکونیان در مدرسه‌ای که مسروپ ماشتوتس، در شهر واغارشاپات، بنیان نهاده بود، دانش آموخت. در ۴۲۰ میلادی، ساهاک مقدس او را همراه مسروپ ماشتوتس به دربار قیصر در کنستانتینوپل، فرستاد و قیصر تئودوسیوس دوم او را به فرماندهی سپاه ارمنستان در بخش بیزانسی گمارد.
وی در ۴۲۲ میلادی به واغارشاپات بازگشت و در همان سال به تیسفون رفت و به فرمان بهرام پنجم به سپاهبدی دولت ارمنستان ایران گماشته شد. او در ۴۴۲ میلادی به فرمان یزدگرد دوم با سواره نظام ارمنستان و به همراه سپاه ایران به جنگ کوشان‌ها (هون‌ها) در مرزهای شرقی ایران رفت و پس از پایان جنگ در ۴۴۹ میلادی به میهن بازگشت.
سپاه سوارهٔ ارمنیان، به رهبری اشراف ارمنستان، آوازه‌ای بلند به دست آورده بود و در جنگ با دشمنان ایران همواره از خود رشادت‌های بسیار نشان می‌داد. وارتان مامیکونیان نیز در جنگی که در مرزهای شرقی ایران درگرفت دلاوری‌های بسیار از خود نشان داد. این وقایع حاکی از آن است که نیروی رزمی ارمنستان حتی در دورترین نقاط قلمرو ساسانیان نیز برای ایران می‌جنگیدند.
در ۴۴۹ میلادی، یزدگرد فرمانی برای بزرگان ارمنستان فرستاد و از آنان خواست تا همگی آیین مسیح را کنار نهند و به دین زرتشت گروند.
بزرگان ارمنستان برای دادن پاسخ به یزدگرد در شهر «آشتیشات» [Ashtishat] گرد آمدند. وارتان نیز در این شورا شرکت کرد. آنان پس از مشورت با یکدیگر همگی قاطعانه درخواست یزدگرد را رد کردند.
در نتیجه، نبرد آوارایر در دوم ژوئن (۱۲ خرداد) ۴۵۱ میلادی بین رزم‌آوران ساسانی و ارمنیان وفادار از یک سو و ارمنیان مسیحی بر ضد یزدگرد دوم درگرفت.

به نوشتهٔ مارشال لانگ: 
«در نبرد آوارایر، که در ۲ ژوئن ۴۵۱ میلادی درگرفت، ۶۶ هزار ارمنی به فرماندهی قهرمان ملی، شاهزاده وارتان مامیکونیان، با سپاه ۲۲۰ هزار نفری ایرانیان پیکار کردند. وارتان و چندین‌هزار تن از یارانش در میدان نبرد از پای درآمدند و مرگ این شهدا را تا به امروز در تقویم ارمنی به نام پنجشنبهٔ آمرزیده یادآوری می‌کنند.»
ریچارد فرای، ایران‌شناس آمریکایی، نیز به این رویداد اشاره می‌کند و می‌نویسد: 
«نبرد آوارایر رویداد بزرگی در تاریخ ارمنستان گردید و تا به امروز هنوز با هیجان از آن یاد می‌شود.»
وارتان مامیکونیان به پاس جانفشانی‌ها و دلاوری‌هایش در جرگهٔ شهیدان مقدس جای گرفت و کلیسای ارمنی سرودی مذهبی به وی تقدیم کرد.

## نبرد آوارایر
وارتان مامیکونیان سعی کرد تا همهٔ خاندان‌های بزرگ ارمنی را همراه سازد. در نقطهٔ مقابل وی «واساک سیونی»، که یزدگرد به او وعدهٔ بالاترین مقام ارمنستان و حکومت آن را داده بود، تمام توان خود را برای همراه ساختن خاندان‌های قدرتمند ارمنستان با یزدگرد به کار بست. اما سرانجام وارتان موفق شد اکثر این خاندان‌های ارمنی را با خود همراه سازد و اعلام داشت تنها راه نجات ارمنستان نبرد در برابر نیروهای ساسانی است.
دربارهٔ تعداد سپاه ارمنستان بین مورخان اختلاف نظر وجود دارد. یغیشه وارداپت شمار آنان را شصت‌هزار شامل دو لشکر پیاده و سواره نظام دانسته‌است. تعدادی از روحانیان و حتی زنان نیز در این نبرد حاضر بودند. در این جنگ تمام سربازان حاضر در ارتش ارمنستان امکانات جنگی مرسوم آن زمان را نداشتند و حتی عده‌ای بدون لباس‌های جنگی، کلاه‌خود و نیزه در میدان نبرد حاضر شده بودند. وارتان سپاه خود را به سه بخش تقسیم کرده بود و خود فرماندهی سمت چپ سپاه را بر عهده داشت. ارتش ایران، با شروع جنگ، ابتدا سمت چپ سپاه ارمنستان را مورد هدف قرار داد. از آنجایی که مرکز فرماندهی ارتش ارمنستان در این نقطه قرار داشت، این امر سبب هرج‌ومرج در دو بخش دیگر سپاه ارمنستان شد و به این ترتیب، ارتش ارمنستان در آستانهٔ نابودی قرار گرفت. در این هنگام، وارتان تدبیری اندیشید و به لشکر فیل‌ها حمله برد. با نابودی بخش اعظمی از این لشکر به دست ارتش ارمنستان، سپاه ایران انسجام خود را از دست داد؛ اما در نهایت، ارتش ساسانی فاتح این نبرد شد. سپاه ارمنستان در این جنگ تلفاتی سنگین داد و فرمانده آن، وارتان مامیکونیان، کشته شد.

## اسپاراپت

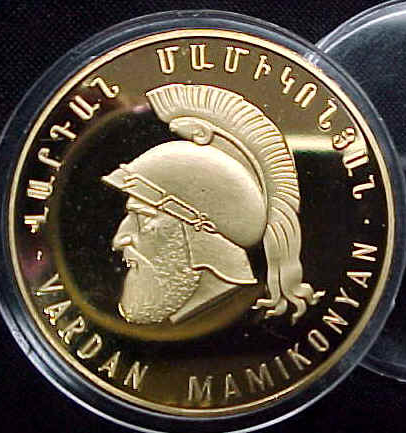
سکهٔ طلای ۳۰گرمی، ضرب‌شدهٔ دولت ارمنستان، با نقش وارتان مامیکونیان

در ارمنستان باستان و سده‌های میانه، فرمانده کل سپاه را اسپاراپت می‌نامیدند.
واژهٔ اسپاراپت از دو واژهٔ پهلوی (زبان پارسی میانه) اسپه یا سپاه و پِت یا بِد ساخته شده و معادل اسپهبد و سپاهبد است. سپاهبدان ارمنستان فرمانبردار پادشاهان آن سرزمین بودند و فرمان آنان را به کار می‌بستند. در سده‌های چهارم و پنجم میلادی، که سلسله اشکانی ارمنستان حکومت می‌کردند و مقام سپاهبدی از امتیازات مامیکونیان‌ها بود و نمایندگان این خانوادهٔ بزرگ وظیفهٔ سرداری و سپاهبدیِ نیروهای مسلح را بر عهده داشتند.
سپاهبدان در تاریخ ارمنستان از پرکارترین و فداکارترین چهره‌های حکومت بودند، چراکه وظیفهٔ سنگین برقراری امنیت و آرامش و نگاه‌داری از مرزهای کشور در برابر دولت‌ها و اقوام نیرومند همسایه بیشتر بر دوش اینان بود و کامیابی در این کار به دلاوری، بی‌باکی و هوشمندی ایشان بستگی داشت.